# Germánium-dioxid
A germánium-dioxid szervetlen vegyület, a germánium egyik oxidja, képlete GeO2. A germánium fő kereskedelmi formája, de a tiszta germánium felületét is ez a – légköri oxigén hatására kialakuló – passziváló réteg védi.

## Szerkezete
Két fő polimorf módosulata hexagonális, illetve tetragonális szerkezetű. A hexagonális forma β-kvarc szerkezetű, benne a germánium koordinációs száma 4. A tetragonális módosulat (ásványtani nevén argutit) rutilszerű szerkezettel rendelkezik, mint a stiszchovit. Ebben a germánium koordinációs száma 6. Amorf (üvegszerű) formája hasonló az olvasztott szilikához.
Kristályos és amorf formában is előállítható. Légköri nyomáson a GeO4 tetraéderek összekapcsolódásával amorf szerkezet keletkezik. A nyomás növelésével – kb. 9 GPa nyomásig – a germánium átlagos koordinációs száma folyamatosan 4-ről 5-re nő, mellyel párhuzamosan a Ge–O kötéshossz is növekszik. Még nagyobb nyomáson, egészen kb. 15 GPa-ig, a germánium koordinációs száma 6-ra nő, a sűrű térhálós szerkezetet GeO6 oktaéderek építik fel. Ha ezután a nyomást csökkentik, a szerkezet visszaalakul a tetraéderes formává. Nagy nyomáson a rutilszerkezetű módosulat rombos CaCl2 formává alakul át.

## Reakciói
Porított germániummal 1000 °C-on hevítve germánium-monoxidot (GeO) képez.
Hexagonális formája (d = 4,29 g/cm³) jobban oldódik, mint a rutilszerkezetű módosulat (d = 6,27 g/cm³), miközben H4GeO4 vagy Ge(OH)4 keletkezik. Savakban csak kevéssé, lúgokban jobban oldódik, ekkor germanátok keletkeznek.
Sósavval érintkezve illékony és korrozív germánium-tetraklorid keletkezik.

## Felhasználása
Törésmutatója (1,7) és optikai diszperziós tulajdonságai miatt nagylátószögű objektívek, fénymikroszkópok tárgylencséi és optikai szálak belső magjának optikai anyagaként használják. A germánium és üvegszerű dioxidja is átlátszó az infravörös spektrumban. Utóbbiból IR ablakok és lencsék készíthetők, melyeket hadászati éjjellátó eszközökben, luxusjárművekben és hőkamerákban használnak. Más, az infravörös sugarak számára átlátszó üvegekkel szemben előnye a mechanikai szilárdsága, ami jobban megfelel a zordabb körülményeket támasztó katonai alkalmazásoknak is.
A szilícium- és germánium-dioxid keverékét optikai szálak és hullámvezetők anyagaként használják. Az elemek arányának módosításával pontosan beállítható a törésmutató értéke. Az ilyen anyagból készült üvegeknek a tiszta szilikához képest kisebb a viszkozitása és nagyobb a törésmutatója.
Katalizátorként használják a polietilén-tereftalát műgyanta gyártásához, de más germániumvegyületek előállításához is felhasználják. Alapanyagként használják egyes fényporok és félvezetők gyártásához.
Az algatenyészetekben a kovamoszatok ellen használják, mivel ezek viszonylag gyorsabb szaporodásukkal gátolnák vagy elnyomnák az eredeti algatörzsek fejlődését. A kovamoszatok könnyen felveszik a germánium-dioxidot, így biokémiai folyamataikban a szilícium helyére germánium kerül, ami jelentősen csökkenti a kovamoszatok növekedési sebességét, vagy akár teljesen el is pusztítja azokat, ugyanakkor az egyéb algafajokra alig van hatással. Erre a célra – a fajtól és a szennyeződés mértékétől függően – a tápoldatba 1 és 10 mg/l közötti koncentrációban adagolnak germánium-dioxidot.

## Toxicitása, orvosi felhasználása
Kevéssé mérgező, de nagyobb mennyiségben nefrotoxikus hatású.
Néhány kétes étrendkiegészítő és „csodaszer” germánium-dioxid formájában germániumot tartalmaz. Ezek nagy dózisa több esetben is germániummérgezést okozott.[forrás?]

## Fordítás
- Ez a szócikk részben vagy egészben  a   Germanium dioxide című angol Wikipédia-szócikk ezen változatának fordításán alapul.  Az eredeti cikk szerkesztőit annak laptörténete sorolja fel. Ez a jelzés csupán a megfogalmazás eredetét és a szerzői jogokat jelzi, nem szolgál a cikkben szereplő információk forrásmegjelöléseként.